# Nadagara hypomerops
Nadagara hypomerops là một loài bướm đêm trong họ Geometridae.